# Albert-Bousser-Tunnel
Der Albert-Bousser-Tunnel (luxemburgisch Tunnel Albert Bousser) ist ein 420 Meter langer Straßentunnel, der im Luxemburger Stadtteil Gasperich liegt und im Jahre 1988 in Betrieb genommen wurde. Er wurde benannt nach dem Luxemburger LSAP-Politiker und Bauingenieur Albert Bousser (* 1906; † 1995).

## Lage
Der Tunnel beginnt kurz hinter dem Kreisel Rond Point Gluck, an dem die Autoroute 3 endet bzw. beginnt und an in die Schnellstraße B3/N3, die durch den Tunnel führt, einmündet.
Er unterquert das Areal des Rangierbahnhofs Luxemburg und die daran anschließenden Zentralateliers der Luxemburger Eisenbahngesellschaft CFL mit seinen sehr umfangreichen Gleisanlagen.

## Ausstattung
Der Tunnel besteht aus lediglich einer Tunnelröhre mit zwei Fahrspuren in Fahrtrichtung Nord (Bonneweg/Gare) und einer in Fahrtrichtung Süden (Rond Point Gluck), die baulich nicht voneinander getrennt sind. Aus diesem Grund ist die zulässige Höchstgeschwindigkeit dauerhaft auf 70 km/h festgesetzt.